# 查克·康纳斯
查克·康纳斯（英語：Kevin Joseph Aloysius Connors，1921年4月10日—1992年11月10日），为美国NBA與MLB雙棲職業运动员，曾效力布魯克林道奇，芝加哥小熊與波士頓塞爾提克。他还是一名演员，以在美国广播公司的知名西部剧集《来福枪手》中饰演卢卡斯·麦凯恩（Lucas McCain）一角而知名。